# ヒマラヤ杉に降る雪
『ヒマラヤ杉に降る雪』（ヒマラヤすぎにふるゆき、Snow Falling on Cedars）は、1999年のアメリカ映画。原作は、ペン/フォークナー賞（第15回 1995年）を受賞したデイヴィッド・グターソンのベストセラー小説 Snow Falling on Cedars（日本では『殺人容疑』の訳題で講談社より刊行）。

## あらすじ
1954年12月、日系アメリカ人漁師カズオ（リック・ユーン）は、同僚カール（エリック・サル）を殺害した第一級殺人容疑で罪に問われていた。裁判取材を行う地元新聞記者のイシュマエル（イーサン・ホーク）は、カズオの容疑を晴らす可能性の高い証拠を掴んだが、カズオの妻であり彼自身の幼馴染のハツエ（工藤夕貴）との間の過去の恋愛関係に対する感傷の想いが断ち切れず、また、日系アメリカ人への厳しい偏見と大戦という強い背景によって成就できなかった自分達の関係について自身で整理出来ないでいることにより、掴んだ証拠をどのように扱うべきか悩んでいたのだった。

## キャスト
※括弧内は日本語吹替
- イシュマエル・チェンバーズ - イーサン・ホーク（宮本充）
- ハツエ・ミヤモト - 工藤夕貴（工藤夕貴）
- カズオ・ミヤモト - リック・ユーン（高瀬右光）
- アーサー・チェンバーズ - サム・シェパード（佐久田脩）
- ネルズ・ガドマンドソン弁護士 - マックス・フォン・シドー（内田稔）
- フィールディング判事 - ジェームズ・クロムウェル（松岡文雄）
- アルヴィン・フックス検事 - ジェームズ・レブホーン（水野龍司）
- アート・モラン保安官 - リチャード・ジェンキンス（佐々木敏）
- 少女時代のハツエ - 鈴木杏（鈴木杏）
- 少年時代のイシュマエル - リーヴ・カーニー（石田彰）
- カール・ハイネ - エリック・サル
- スーザン・マリー・ハイネ - アリヤ・バレイキス
- エッタ・ハイネ - セリア・ウェストン
- カール・ハイネ・シニア - ダニエル・フォン・バーゲン（塚田正昭）
- ゼンイチ・ミヤモト - ケイリー＝ヒロユキ・タガワ
- スミコ・イマダ - 中村佐恵美

## その他
森林制作に参加したエキストラの多数が、実際に1940年代の日系人の強制収容所送りになった日系アメリカ人で構成されたこともあり、作品中において、日系人差別混じりの法廷の内容や日系人の強制収容所シーンを描くにあたって、小説原作作品ながら史実に基づいた仕上がりとなった作品と評されている。
日本語訳題『ヒマラヤ杉に降る雪』は植物学的に見れば誤訳であり、舞台となったワシントン州オリンピック半島付近の森林にはマツ科のヒマラヤスギ（Cedrus deodora）は全く自生していない。これは、シダー（cedar又はceder）の英語における用法が広く、日本語への翻訳にも混乱が生じていることが原因である。当地で多く見られる cedar は、ヒノキ科のベイスギ(アメリカネズコとも言われる Western Red Cedar, （学名Thuja plicata））である。